# 267-я стрелковая дивизия (1-го формирования)
267-я стрелковая дивизия — воинское соединение Вооружённых Сил СССР в Великой Отечественной войне.

## История
Дивизия формировалась с июля 1941 года в Старом Осколе, штаб дивизии располагался по улице Комсомольской, дом 61.
В составе действующей армии с 25 августа 1941 года по 30 июля 1942 года.
В августе 1941 года переброшена в район Новгорода, дополучая вооружение и обмундирование в пути, и в конце августа заняла позиции по правому берегу реки Волхова севернее Новгорода.
К началу немецкого наступления на Тихвин октября 1941 года, занимала оборону на фронте по Волхову протяжённостью в 34 километра, по рубежу Крупичино — Селищенский Посёлок — Городок — Шевелево — Змейско.. С 16 октября 1941 года отражает атаки переправившихся севернее через Волхов немецких войск, ведёт упорную оборону до 20 октября 1941 года, после чего была вынуждена начать отход в юго-восточном направлении по маршруту Гряды — Большая Вишера — Папоротно — Александровское — Радоча — Малая Вишера 
Стойкость дивизии в этих боях была оценена и противником. 

 До сих пор храбро сражающаяся 267-я стрелковая дивизия отошла на Малую Вишеру — В.Хаупт «Группа армий Север»
Удержать Малую Вишеру дивизии также не удалось, и она отошла ещё несколько юго-восточнее населённого пункта, где с помощью переданных резервов, войска 52-й армии сумели остановить противника. С 12 ноября 1941 года дивизия сама переходит в наступление, в первый же день наступления достигнув некоторого успеха, вышла одним полком к восточной окраине Красной Вишерки, но завязла там в боях, вводя соединения по частям.
В течение ноября-декабря 1941 года с боями пробивается к Волхову, 5 декабря 1941 года освободила Некрасово, 9 декабря 1941 года - Александровское (в 20 километрах западнее Малой Вишеры). К концу декабря 1941 года дивизия вышла к Волхову. В соответствии с планами командования, с 13 января 1942 года переходит в наступление в первом эшелоне войск армии, переправилась через Волхов, прорвала первую полосу оборону противника на участке Старых и Новых Быстриц, Горки, овладела пионерским лагерем и Горкой и к 15 января 1942 года вышла ко второй полосе обороны у деревни Копцы. Штурм опорного пункта в Копцах успеха не принёс и дивизия ведёт бои у Копцов, до 25 февраля 1942 года, когда дивизия сдала свою полосу 259-й стрелковой дивизии и выдвинулась на север и введена в прорыв у Мясного Бора.
28 февраля 1942 года перед дивизией была поставлена задача: действуя совместно со 172-м лыжным батальоном и уничтожая противника в районе Ольховки и юго-восточнее неё, выйти в лес в 3 километрах юго-восточнее Сенной Керести для уничтожения противника во взаимодействии 259-й стрелковой дивизией и 4-й гвардейской стрелковой дивизией в районе урочища Печки-Ольховские. В последующем от дивизии требовалось содействовать 111-й стрелковой дивизии в блокировке опорного пункта Сенной Керести и пересечении дороги Пятница-Сенная Кересть, захвате Корпово-2. В дальнейшем дивизия действовала в районе болота Гажьи Сопки. На 1 марта 1942 года сосредоточилась в лесу в 3 километрах юго-западнее Сенной Керести и атакует Ольховские хутора хуторов, 4 марта 1942 года атакует Корпово-2 с болота Гажьи Сопки, 7 марта 1942 года атакует дорогу Сенная Кересть - Глушица, 15 марта 1942 года обороняет эту дорогу от атак противника. 22 марта 1942 года одним полком (844-м) дивизия вместе с 378-й стрелковой дивизией наступает на северную окраину Трегубово. В течение апреля-июня 1942 года ведёт бои в районе Трегубово и Сенной Керести.
С 24 июня 1942 года остатки дивизии выполняют приказ на вывод войск 2-й ударной армии из окружения. Остатки дивизии были обращены на организацию прикрытия отхода и наряду с остатками 327-й, 19-й гвардейской стрелковых дивизий, 23-й стрелковой бригады заняли рубеж обороны по реке Глушица. Интересно, что в 2007 году были найдены зарытые всего в 5 километрах от трассы Санкт-Петербург - Москва в ящике из-под патронов именно 24 июня 1942 года документы штаба 848-го стрелкового полка 267-й стрелковой дивизии. Дивизия практически полностью была уничтожена в котле, и лишь отдельные отряды смогли выйти, так уже 28 августа 1942 года один из отрядов вышел из окружения к реке Ловать между городом Старой Руссой и озером Ильмень.
30 июля 1942 года расформирована.

## Состав
- 844-й стрелковый полк
- 846-й стрелковый полк
- 848-й стрелковый полк
- 845-й артиллерийский полк
- 345-й отдельный истребительно-противотанковый дивизион
- 565-я зенитная батарея
- 364-я отдельная разведывательная рота
- 560-й сапёрный батальон
- 740-й отдельный батальон связи
- 308-й медико-санитарный батальон
- 373-я отдельная рота химической защиты
- 735-я автотранспортная рота
- 391-я полевая хлебопекарня
- 655-й дивизионный ветеринарный лазарет
- 2260-я (952-я) полевая почтовая станция
- 846-я полевая касса Госбанка

## Подчинение
| Дата            | Фронт (округ)                                              | Армия                | Корпус | Примечания                                        |
| --------------- | ---------------------------------------------------------- | -------------------- | ------ | ------------------------------------------------- |
| 01.08.1941 года | Орловский военный округ                                    | -                    | -      | -                                                 |
| 01.09.1941 года | -                                                          | 52-я отдельная армия | -      | -                                                 |
| 01.10.1941 года | -                                                          | 52-я отдельная армия | -      | -                                                 |
| 01.11.1941 года | -                                                          | 52-я отдельная армия | -      | -                                                 |
| 01.12.1941 года | -                                                          | 52-я отдельная армия | -      | -                                                 |
| 01.01.1942 года | Волховский фронт                                           | 52-я армия           | -      | -                                                 |
| 01.02.1942 года | Волховский фронт                                           | 52-я армия           | -      | -                                                 |
| 01.03.1942 года | Волховский фронт                                           | 59-я армия           | -      | в составе Оперативной группы генерала Коровникова |
| 01.04.1942 года | Волховский фронт                                           | 59-я армия           | -      | в составе Оперативной группы генерала Коровникова |
| 01.05.1942 года | Ленинградский фронт (Группа войск Волховского направления) | 59-я армия           | -      | -                                                 |
| 01.06.1942 года | Ленинградский фронт (Волховская группа войск)              | 2-я ударная армия    | -      | -                                                 |
| 01.07.1942 года | Волховский фронт                                           | 2-я ударная армия    | -      | -                                                 |

## Командование

### Командиры
- Асейчев, Анатолий Алексеевич (декабрь 1941) полковник[5].
- Зеленков, Яков Дмитриевич (10.07.1941 - 21.03.1942), комбриг
- Потапов, Павел Андреевич (22.03.1942 - 30.07.1942), подполковник, полковник

### Начальники штаба
- Греков, Михаил Андреевич (31.01.1942 - 30.07.1942), старший политрук

## Отличившиеся воины дивизии
| Награда | Ф. И. О.                   | Должность        | Звание            | Дата награждения | Примечания                  |
| ------- | -------------------------- | ---------------- | ----------------- | ---------------- | --------------------------- |
|         | Дмитриев, Василий Петрович | комиссар дивизии | полковой комиссар | 21.02.1944       | посмертно, погиб 07.04.1942 |